# Indican
L'indican és un glicòsid incolor, soluble en aigua, trobat de manera natural en plantes del gènere Indigofera. És un precursor del colorant indi. Es pot obtenir a partir de l'Indigofera tinctoria o del Polygonum tinctorum, mitjançant processos d'extracció amb aigua.